# IdiOcrazy
IdiOcrazy er det femtende studiealbum fra danske rockgruppe Big Fat Snake, der udkom den 22. april 2014 på REO Records og Universal Music. Albummet er indspillet på tre dage i Varispeed Studiet i Lund i Sverige sammen med producer Chief 1, der også har har været involveret i flere af sangenes kompositioner. Albummet debuterede som nummer to på album-hitlisten, med 738 solgte eksemplarer i den første uge. IdiOcrazy var nr. 85 på listen over de mest solgte albums i Danmark i 2014.

## Spor
| #   | Titel                  | Sangskriver(e)                        | Længde |
| --- | ---------------------- | ------------------------------------- | ------ |
| 1.  | "Ramblin' Man"         | Chief 1, Anders Blichfeldt            | 3:41   |
| 2.  | "Cheap Wine and Dine"  | Blichfeldt, Chief 1, Asger Steenholdt | 3:12   |
| 3.  | "Devil in the Jukebox" | Blichfeldt, Chief 1, Steenholdt       | 4:09   |
| 4.  | "Explain"              | Blichfeldt                            | 3:51   |
| 5.  | "She Lives for Today"  | Blichfeldt                            | 3:43   |
| 6.  | "Inside / Outside"     | Blichfeldt, Chief 1                   | 3:41   |
| 7.  | "Swayed"               | Jamie Hartmann, Lee Ryan              | 4:01   |
| 8.  | "Twinseater"           | Morten Jakobsen, Malene Mortensen     | 4:56   |
| 9.  | "Ophelia's Song"       | Blichfeldt, Chief 1                   | 4:02   |
| 10. | "Anystreet Anywhere"   | Chief 1, Blichfeldt, Steenholdt       | 5:00   |

## Medvirkende
- Big Fat Snake – arrangement
- Chief 1 – arrangement, producer, mixer
- Anders Blichfeldt – vokal, guitar
- Asger Steenholdt – lead guitar, kor
- Pete Repete – piano, hammondorgel, würlitzer, kor
- Morten Jay Jakobsen – bas, kor
- Jens Fredslund – trommer, kor
- Lars Vissing – blæsere, horn
- Thomas Edinger – blæsere, horn
- Bjarke Falgren – strygere
- Christina Groth – kor
- Yasmin Elvira Steenholdt – kor
- Acke – tekniker
- Jan Eliasson – mastering